# أوستن ريفرز
أوستن ريفرز (بالإنجليزية: Austin Rivers) مواليد 1 أغسطس 1992، هو لاعب كرة سلة أمريكي يلعب مع فريق لوس أنجلوس كليبرز في الرابطة الوطنية لكرة السلة ويحمل الرقم 25. يبلغ طوله 6 قدم 4 بوصة (1.9 م).

## فرق لعب لها
- نيو أورلينز بيليكانز
- لوس أنجلوس كليبرز

## روابط خارجية
- أوستن ريفرز على موقع الاتحاد الدولي لكرة السلة (الإنجليزية)
- أوستن ريفرز على موقع إن بي أي (الإنجليزية)
- أوستن ريفرز على موقع سبورتس رفرنس (الإنجليزية)
- أوستن ريفرز على موقع كرة السلة الأوروبية.كوم (الإنجليزية)
- أوستن ريفرز على موقع إي إس بي إن.كوم (الإنجليزية)
- أوستن ريفرز على موقع كلية كرة السلة في سبورتس رفرنس.كوم (الإنجليزية)
- أوستن ريفرز على موقع ريلجم (الإنجليزية)
- أوستن ريفرز على موقع بروبوليرز (الإنجليزية)